# Ichneumon microferiens
Ichneumon microferiens är en stekelart som beskrevs av Heinrich 1961. Ichneumon microferiens ingår i släktet Ichneumon och familjen brokparasitsteklar. Inga underarter finns listade i Catalogue of Life.